# Lophocebus
Lophocebus (Лофоцебус) — рід приматів фауни Старого Світу з родини Мавпові (Cercopithecidae). Рід містить 2 види, поширені в Західній Африці.

## Етимологія
грец. λόφος «гребінь, чуб, грива», грец. kêbos - «мавпа».

## Опис
Вони, як правило, мають темне хутро, очі того ж кольору, що й шкіра обличчя і є пучки волосся на руках. Довжина тіла від 40 до 72 см, хвіст між 45 і 100 см, вага коливається від 4 до 11 кг. Різниця в розмірах між самцями і самицями є менш виражена, ніж у інших родів триби Papionini.

## Стиль життя
Середовищем існування є тропічний ліс. Тварини майже виключно денні й деревні. Вони живуть територіальними групами в, як правило, 10—20 осіб, що складаються з кількох дорослих самців, самиць та молоді. Групи позначають себе криками.
Дієта досить різноманітна і містить фрукти, овочі та дрібних тварин.

## Види
За МСОП є 2 сучасних видів роду:
- - Lophocebus albigena
  - Lophocebus aterrimus